# C'est juste de la TV
C'est juste de la TV est un talk show québécois consacré à la critique télé diffusé sur les ondes d'ICI ARTV depuis 2007.
Elle est développée sur une idée originale de Marie Côté, directrice générale d'ARTV, et développée par Luc Leblanc.
Chaque année depuis leur création en 2008, les Zapettes d'or sont des récompenses distinguant les émissions ou des moments marquants de la télévision québécoise.

## Principe
L'émission porte un regard averti, critique et documenté sur l’univers de la télévision.

## Histoire
L'émission a été animée de 2007 à 2013 par André Robitaille, entouré de ses collaborateurs Marc Cassivi, Liza Frulla, et Anne-Marie Withenshaw. Entre 2013 et 2016, Marie-Soleil Michon est l’animatrice de l’émission à la suite du départ d'André Robitaille.
Depuis 2016, Anne-Marie Withenshaw est à la barre de cette émission qui analyse et décortique la télé avec 3 collaborateurs. Thérèse Parisien (2016 à 2023), Nathalie Petrowski (depuis l’automne 2017), Nicolas Ouellet (2020-2021), Dave Ouellet (2013 à 2019), Serge Denoncourt (2016-2017), Alex Perron (depuis l'automne 2021) et Bryan Audet (depuis l'automne 2023) ont tous été des collaborateurs de l'émission. L'émission, d'une durée de 60 minutes, fut présentée le vendredi à 21h de 2007 à 2016. Pour les saisons 2016-2017 et 2017-2018, l’émission fut diffusée à 22h le vendredi soir. Depuis l’automne 2018, l’émission est diffusée de nouveau le vendredi soir à 21 h.
Chantal Lamarre prend la relève d’Anne-Marie Withenshaw en 2018-2019, afin de couvrir le congé de maternité de cette dernière.

## Équipe
| Rôle                   | Nom                             | Années        |
| ---------------------- | ------------------------------- | ------------- |
| Animation              | André Robitaille,               | 2007-2013     |
| Animation              | Marie-Soleil Michon             | 2013-2016     |
| Animation              | Anne-Marie Withenshaw           | 2016-présent  |
| Collaborateurs         | Bryan Audet                     | 2023- présent |
| Collaborateurs         | Marc Cassivi,                   | 2007-2012     |
| Collaborateurs         | Chantal Lamarre                 | 2007-2008     |
| Collaborateurs         | Lise Payette                    | 2007          |
| Collaborateurs         | Monique Simard                  | 2007-2008     |
| Collaborateurs         | Anne-Marie Withenshaw           | 2008-2016     |
| Collaborateurs         | Liza Frulla                     | 2008-2013     |
| Collaborateurs         | Olivier Robillard-Laveaux       | 2012-2013     |
| Collaborateurs         | Dave Ouellet (alias MC Gilles), | 2013-2019     |
| Collaborateurs         | Jean-Michel Dufaux,             | 2013-2015     |
| Collaborateurs         | Serge Denoncourt,               | 2016-2017     |
| Collaborateurs         | Thérèse Parisien,               | 2016-2023     |
| Collaborateurs         | Alex Perron                     | 2021- présent |
| Collaborateurs         | Nathalie Petrowski              | 2017-présent  |
| Collaborateurs         | Nicolas Ouellet                 | 2020-2021     |
| Chroniqueurs           | Jean-Sébastien Girard           | 2015-2016     |
| Chroniqueurs           | Philippe Desrosiers             | 2015-2016     |
| Chroniqueurs           | Catherine Pogonat,              | 2015-2016     |
| Collaborateurs invités | Thérèse Parisien,               | 2014-2016     |
| Collaborateurs invités | Christiane Charette             | 2015-2016     |
| Collaborateurs invités | Patrick Masbourian              | 2015-2016     |
| Collaborateurs invités | Marie-Christine Trottier        | 2015-2016     |

### Les Zapettes d'or de C'est juste de la TV
Créées en 2008, les Zapettes d'or sont un « gala récompensant par le vote du public des moments forts, des réparateurs, des émissions et des personnages marquants de la télévision québécoise »,. Depuis 2020, ils remettent aussi des prix spéciaux décernés par l'équipe : les zapettes d'argent.

## C'est juste du web
De 2015 à 2018, un magazine web intitulé C'est juste du web s'est greffé à l'offre de C'est juste de la TV. La webémission portait un regard unique sur la culture internet. Chaque semaine, l’animatrice Catherine Pogonat et ses deux complices Frédéric Bastien Forrest et Judith Lussier commentaient le contenu audiovisuel diffusé sur les médias numériques. Les épisodes de C'est juste du web duraient une vingtaine de minutes et étaient diffusés tous les mardis sur le site web de l'émission.
| Rôle           | Nom                      | Années    |
| -------------- | ------------------------ | --------- |
| Animatrice     | Angélique Richer         | 2015      |
| Animatrice     | Catherine Pogonat,       | 2016-2018 |
| Collaborateurs | Frédéric Bastien Forrest | 2015-2018 |
| Collaborateurs | Judith Lussier           | 2015-2018 |